# Born Sandy Devotional
Born Sandy Devotional è un album del gruppo musicale australiano The Triffids, pubblicato dall'etichetta discografica Mushroom nel marzo 1986.
L'album è prodotto da Gil Norton e lo stesso gruppo, che cura anche gli arrangiamenti, mentre i brani sono composti dal solo David McComb.
Dal disco viene tratto il singolo Wide Open Road.

## Tracce

### Lato A
1. The Seabirds
2. Estuary Bed
3. Chicken Killer
4. Tarrilup Bridge
5. Lonely Stretch

### Lato B
1. Wide Open Road
2. Life of Crime
3. Personal Things
4. Stolen Property
5. Tender Is the Night (The Long Fidelity)